# Dorfkirche Groß Gottschow

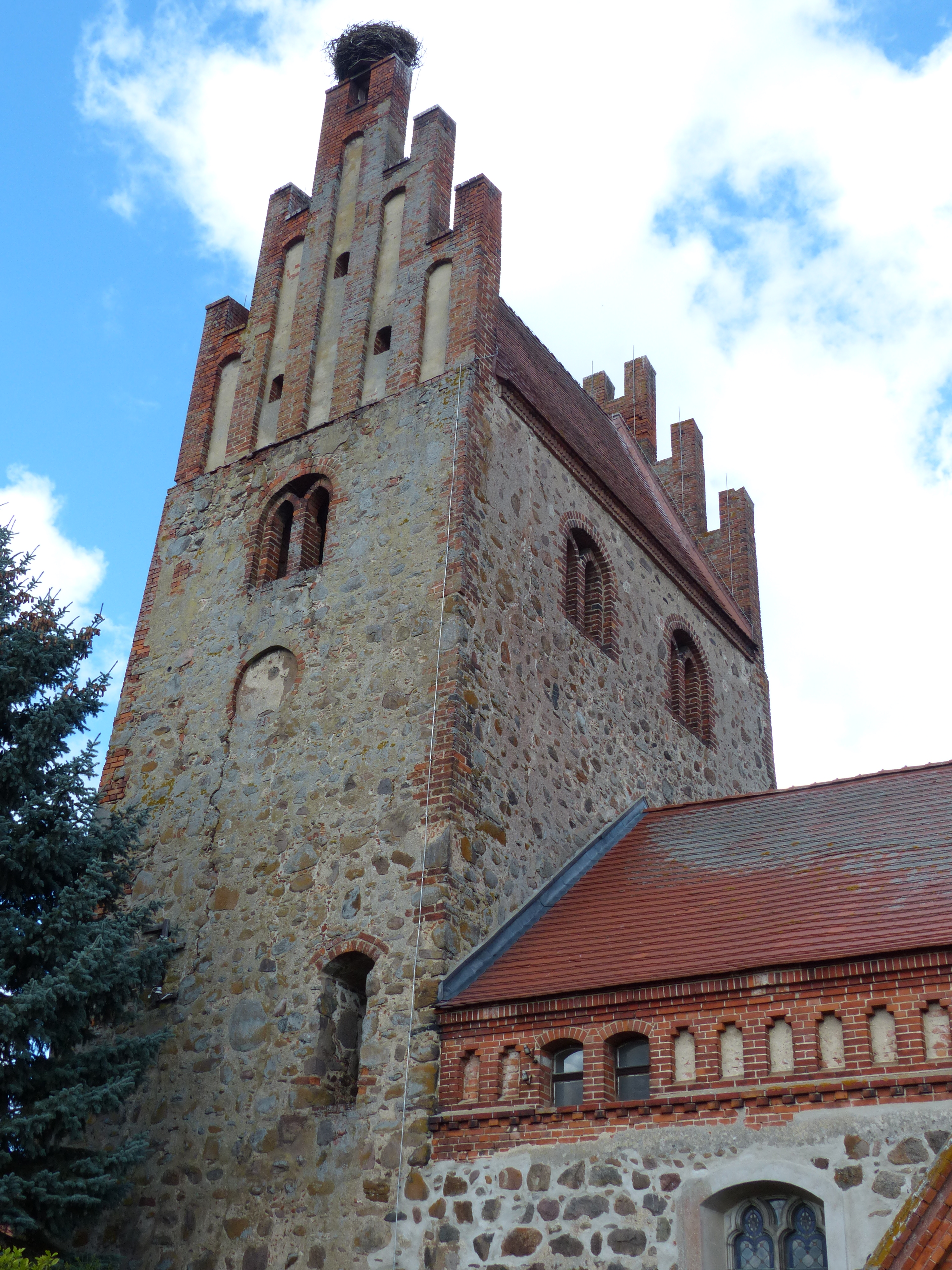
Dorfkirche Groß Gottschow

Die evangelische, denkmalgeschützte Dorfkirche Groß Gottschow steht in Groß Gottschow, einem Gemeindeteil des Ortsteils Krampfer der Gemeinde Plattenburg im Landkreis Prignitz in Brandenburg. Die Kirche gehört zum Pfarrsprengel Uenze-Rosenhagen-Krampfer im Kirchenkreis Prignitz der Evangelischen Kirche Berlin-Brandenburg-schlesische Oberlausitz.

## Beschreibung
Von der Feldsteinkirche entstanden um 1300 das Langhaus und die polygonale Apsis in seinem Osten. Die unteren Geschosse des querrechteckigen Kirchturms im Westen wurden ebenfalls aus Feldsteinen um 1520 angefügt. Die Saalkirche wurde 1890 mit Backsteinen neugotisch erweitert. Das Langhaus wurde mit Backsteinen erhöht und mit einem neuen Satteldach bedeckt. Auf dem obersten Geschoss des Kirchturms aus Feldsteinen, das hinter den als Biforien gestalteten Klangarkaden den Glockenstuhl beherbergt, wurden aus Backsteinen an den Schmalseiten Staffelgiebel errichtet, die mit Blenden verziert sind. Dazwischen sitzt quer das Satteldach.
Die Orgel mit neun Registern auf einem Manual und Pedal wurde 1876 von Friedrich Hermann Lütkemüller gebaut.